# Hans van Dongen
Hans van Dongen ist ein niederländischer Filmeditor, der hauptsächlich mit Dick Maas, Laurens Geels, Matthijs van Heijningen, Marleen Gorris und Esmé Lammers zusammenarbeitete. Seine letzten Arbeiten stammen aus dem Jahr 1999.
Im Jahr 1982 erhielt er den Fachpreis (Vakprijz) des Goldenen Kalbs für die beste Leistung auf dem Gebiet des Filmschnitts.
1985 drehte er selbst den 16-mm-Film Dubbelbeeld (Doppelbild), ein 59-minütiges Porträt über Helen van Dongen.

## Filmografie(Auswahl)
- 1983: Fahrstuhl des Grauens (De Lift)
- 1984: Die gekaufte Frau (Gebroken Spiegels)
- 1986: Flodder – Eine Familie zum Knutschen (Flodder)
- 1988: Verfluchtes Amsterdam (Amsterdamned)
- 1990: Die letzte Insel (The Last Island)
- 1992: Flodder – Eine Familie zum Knutschen in Manhattan (Flodder in Amerika!)
- 1995: Flodder Forever (Flodder 3)
- 1995: Lang lebe die Königin (Lang Leve de Koningin)